# Grande Prêmio de Mônaco de 2012
O Grande Prêmio de Mônaco de 2012  foi a sexta corrida da temporada de 2012 da Fórmula 1, sendo a 59ª edição do Grande Prêmio de Mônaco. A prova foi disputada nos dias 24, 26 e 27 de maio no Circuito de Monte Carlo, em Monte Carlo e teve como pole position o australiano Mark Webber, que herdou a pole após punição de Schumacher. Webber venceu a prova no domingo.

## Relatório

### Antecedentes

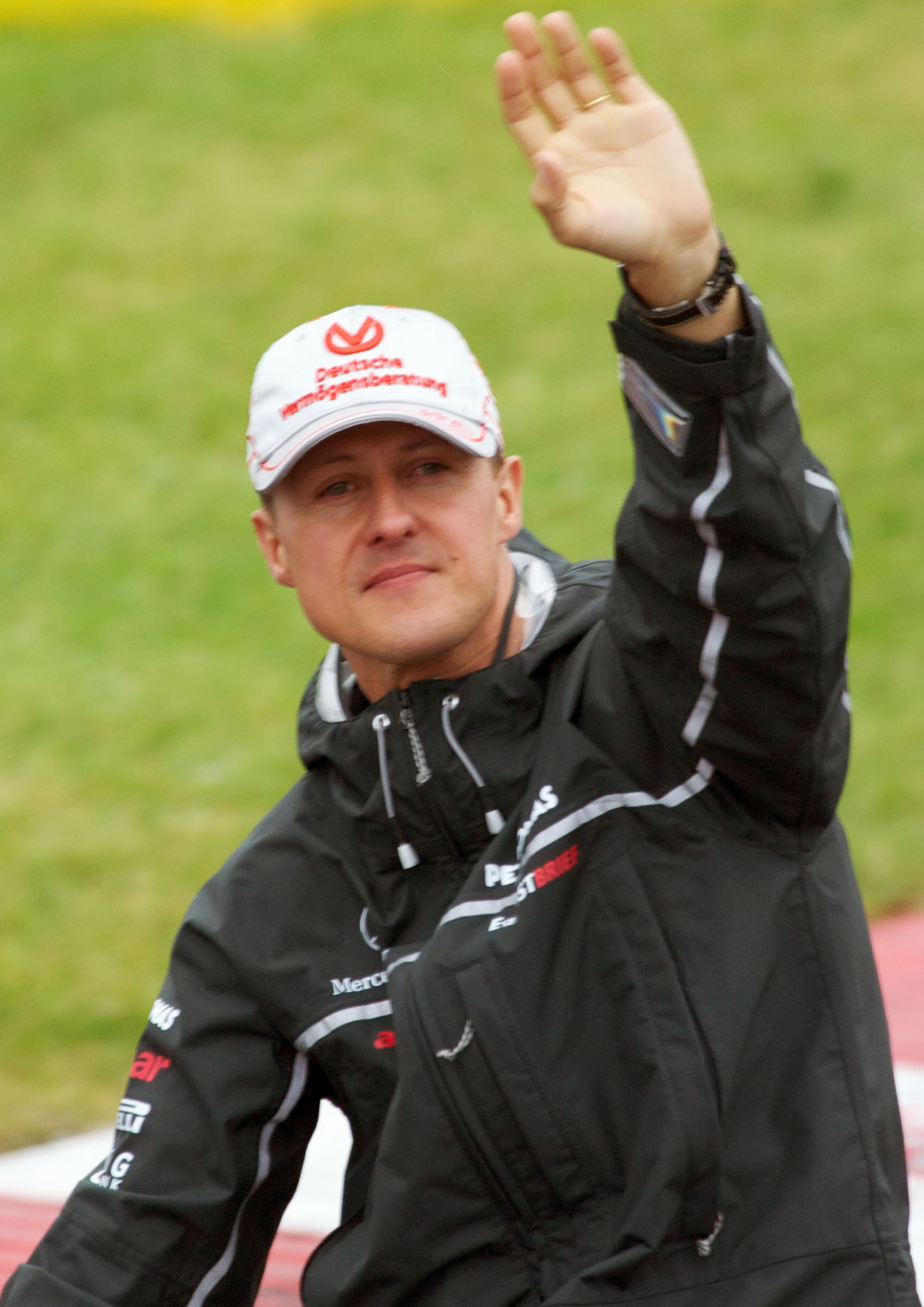
Schumacher foi punido.

O circuito sofreu algumas mudanças em consequência do acidente sofrido por Sergio Pérez durante o treino classificatório para o Grande Prêmio de Mônaco de 2011.
Michael Schumacher foi penalizado com a perda de cinco posições no grid de largada, pela colisão evitável com o carro de Bruno Senna durante a prova anterior, o GP da Espanha.
Para a corrida foram designados os compostos de pneus macio (P Zero Amarelo) e supermacio (P Zero Vermelho), que será utilizado pela primeira vez na temporada. No traçado de rua de Mônaco os carros dependem muito da aderência mecânica, tornando o pneu supermacio uma boa escolha pois ele possui tempo de aquecimento rápido e é capaz de gerar níveis muito elevados de tração e de força nas curvas. A deterioração e desgaste dos pneus é a mais baixa de toda a temporada, fazendo com que a estratégia de apenas uma parada seja possível para algumas equipes.
A utilização da asa móvel (DRS) foi proibida no interior do Tunnel Auditorium do circuito de Mônaco. A informação foi revelada pelo site Autosport.com. A FIA tem como objetivo evitar a ocorrência de acidentes no interior do túnel, ponto em que se atinge a velocidade máxima no circuito e que não conta com nenhuma área de escape. Assim sendo, a asa móvel não poderá ser ativada em nenhuma das sessões entre a curva de Portier e a chicane a seguir ao túnel, o qual por sua vez apenas será utilizado na corrida na reta de chegada.

### Ameaça de bomba
Na tarde de quinta-feira, 24 de maio, o centro de imprensa de Mônaco foi evacuado depois de um pequeno pacote branco ter sido encontrado na entrada do local, nas proximidades da curva Rascasse, levantando suspeita de que poderia conter explosivos. A polícia local isolou a área e pediu para que todos os jornalistas deixassem o centro de imprensa como precaução por volta das 21h45, horário local. Uma equipe antibombas foi chamada ao paddock. Após confirmar que o pacote era suspeito, o isolamento aumentou, levando a multidão para trás do motorhome da McLaren, antes do item ser destruído por uma explosão controlada. A explosão ecoou em torno do circuito e, como resultado, deixou fragmentos de plástico pelo paddock. Ninguém se feriu. Esse foi o segundo ano consecutivo que o esquadrão antibombas teve de vistoriar um pacote suspeito em Mônaco. Em 2011 o pacote foi encontrado no domingo da realização da corrida e foi considerado seguro sem a necessidade de uma explosão controlada.

### Treinos livres
A primeira sessão de treinos livres teve início no horário previsto e contou com chuva durante boa parte do tempo. A sessão foi liderada pelo espanhol Fernando Alonso que marcou o tempo de 1min16s265mil. Ele foi 365 milésimos mais rápido do que o segundo colocado, o francês Romain Grosjean, da Lotus, enquanto o mexicano Sergio Pérez, da Sauber, obteve a terceira colocação ao cronometrar 1min16s711mil. Lewis Hamilton ficou com a quarta posição após cravar 1min16s747 a bordo de sua McLaren. O inglês ficou logo à frente do venezuelano Pastor Maldonado, da Williams, que obteve um quinto lugar. Felipe Massa foi o sexto colocado, seguido por Kamui Kobayashi e Jenson Button, respectivamente. Sebastian Vettel foi o nono à frente de Nico Rosberg, completando o top 10 do treino.
A segunda sessão de treinos livres iniciou-se no horário previsto e teve o inglês Jenson Button como o mais rápido. Ele marcou o tempo de 1m15s744mil logo no início dos trabalhos na pista e seu tempo não foi batido, já que, depois de 30 minutos de treino a chuva caiu para molhar a pista e impedir que qualquer um baixasse seu tempo. Fizeram boa sequência de voltas com pista seca, além de Button, Romain Grosjean, os dois carros da Ferrari e o venezuelano Pastor Maldonado, que chegou a ser o líder do treino. A chuva chegou a cessar por cerca de dez minutos, foi quando alguns pilotos arriscaram algumas voltas com pneus para pista seca, porém logo a chuva voltou a cair e fez com que os pilotos pudessem ir à pista apenas com pneus intermediários. Alguns pilotos chegaram a escapar levemente da pista, como foi o caso de Senna, Maldonado, Massa e Kovalainen, entretanto nenhum chegou a bater.
A terceira e última sessão de treinos livres ocorreu no sábado de manhã e teve o alemão Nico Rosberg, da Mercedes como o mais rápido com o tempo de 1m15s159mil, superando por pouco Felipe Massa, da Ferrari que marcou 1m15s197mil. O terceiro melhor tempo foi do bicampeão Sebastian Vettel, da Red Bull, com 1m15s209mil. O alemão superou Alonso, que foi o quarto, nos minutos finais da sessão, que foi encerrada precocemente após a Williams de Maldonado se chocar com a proteção. Faltando poucos minutos para o fim, o venezuelano tocou na Sauber de Sergio Pérez antes da entrada do túnel. Em seguida, Maldonado resvalou no guard rail, acabou em um dos muros do estreito circuito monegasco e fechou a atividade apenas na 21ª colocação. Mais tarde Maldonado foi punido com a perda de dez posições no grid por conta da batida. O francês Romain Grosjean terminou na quinta posição logo à frente dos britânicos Jenson Button e Lewis Hamilton. Michael Schumacher ficou em oitavo, à frente de Sergio Pérez e Mark Webber, respectivamente.

### Treino classificatório
Q1 — primeira parte

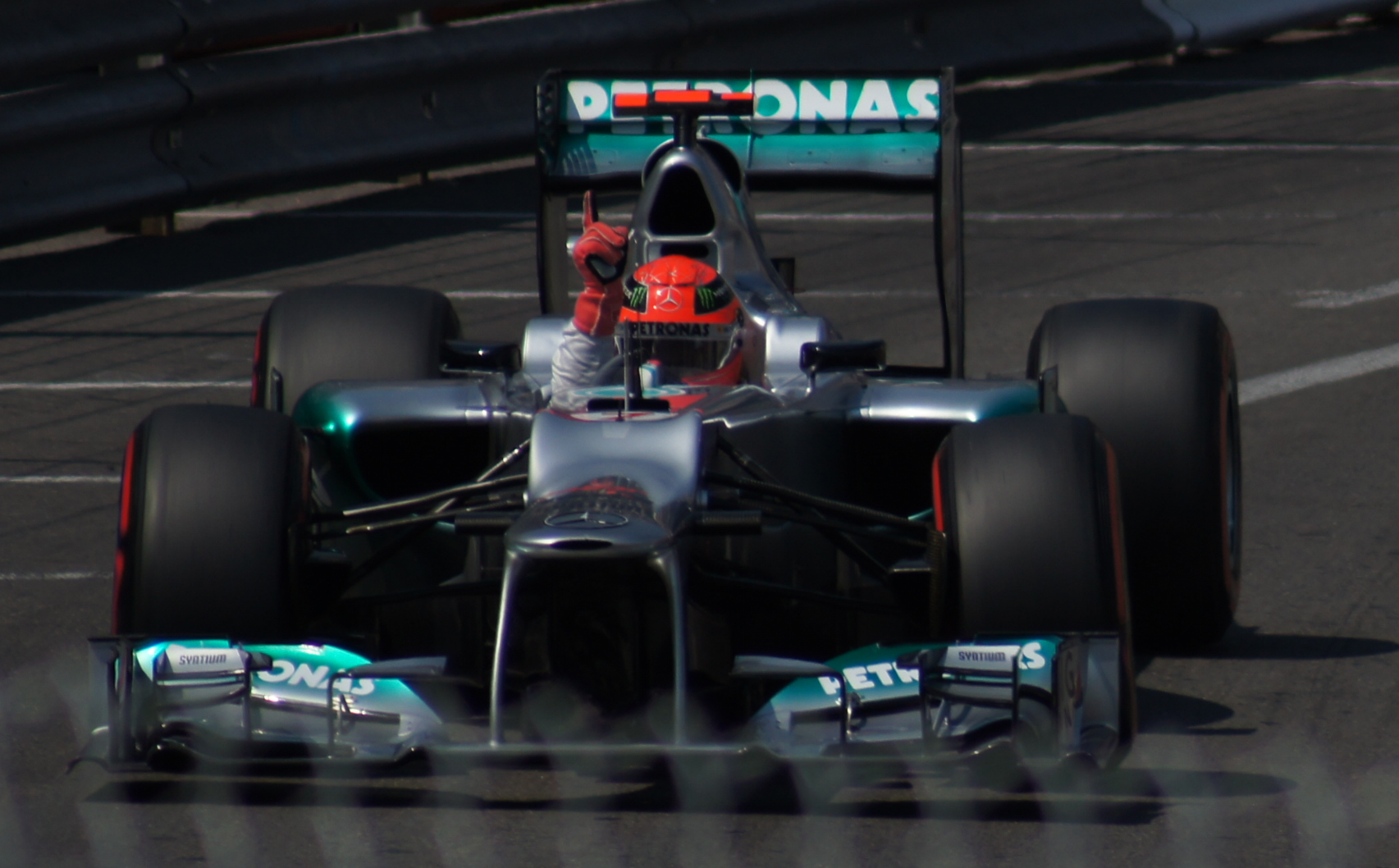
Schumacher comemora a pole position que ele marcou, porém perdeu em virtude de uma punição.

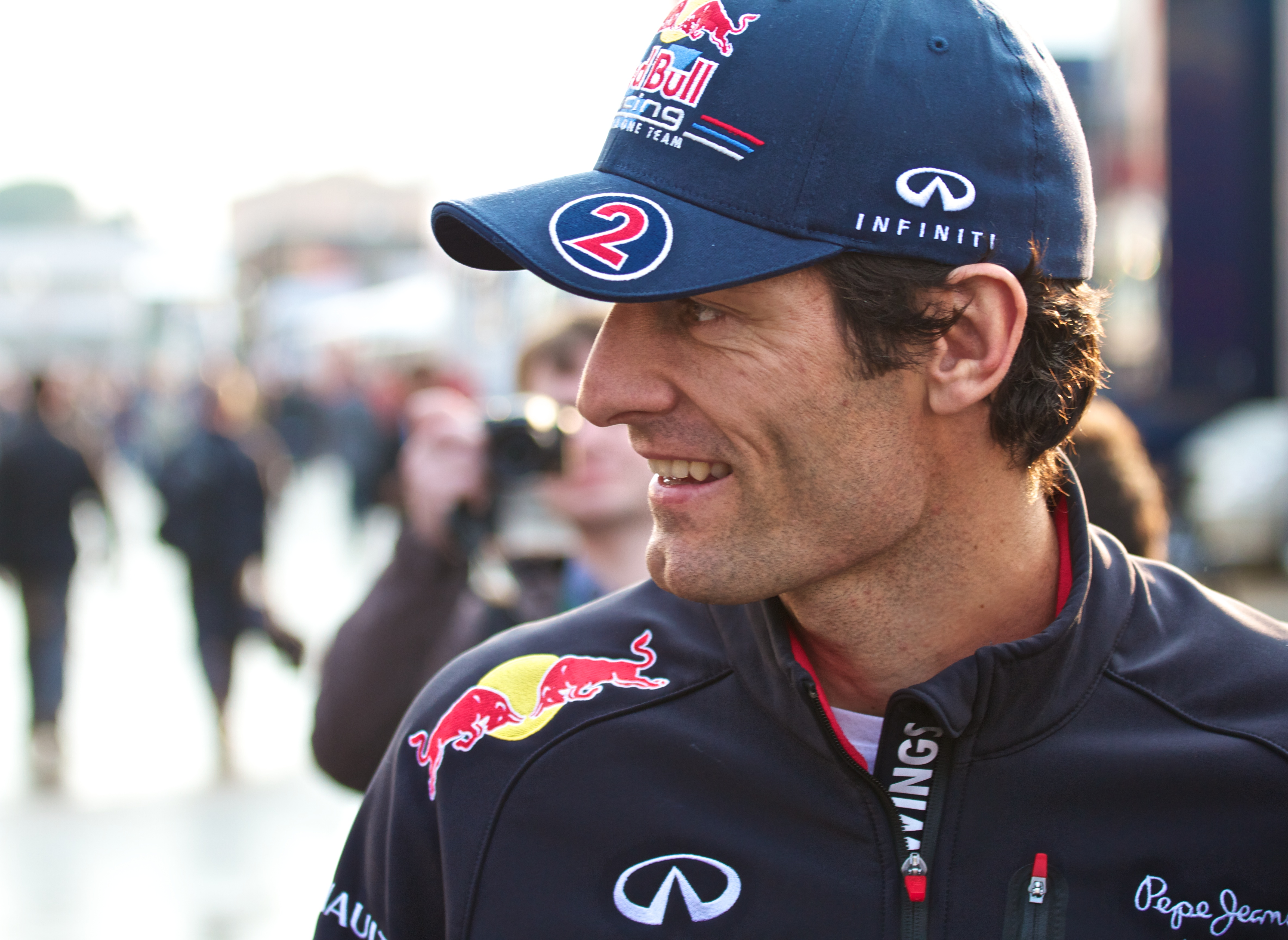
Webber foi o pole position.

O treino classificatório teve início no horário previsto com tempo seco. Logo com apenas cinco minutos de atividade, Sergio Pérez saiu de dianteira no S da piscina, se chocou no guard rail e perdeu o pneu traseiro esquerdo de sua Sauber, interrompendo a sessão por sete minutos. A equipe não conseguiu consertar o carro a tempo de o mexicano voltar à pista e, sem volta marcada, ele teve que largar na última posição. Vettel e Raikkonen foram pressionados pelo bom tempo de Heikki Kovalainen, da Caterham, os dois precisaram utilizar os pneus supermacios para não correrem risco da eliminação precoce, perdendo um jogo desses compostos para a prova. A volta mais rápida do Q1 ficou com Nico Hulkenberg, da Force India em 1m15s418mil.
Q2 — segunda parte
Massa confirmou o bom desempenho das sessões livres e foi o único a baixar a casa de 1m15s, marcando o melhor tempo do Q2 em 1m14s911mil e avançando à superpole pela primeira vez no ano. Senna marcou apenas o 14º tempo e não avançou ao Q3. A segunda parte do classificatório ficou marcada pela eliminação de Jenson Button, da McLaren. O britânico foi o 13º e ficou fora da disputa pela pole. No início da sessão Jean-Eric Vergne perdeu o controle de seu carro na saída do túnel e acabou danificando o aerofólio dianteiro. Ele foi eliminado ficando com a 17ª colocação. Os outros eliminados foram Kobayashi (12º), a dupla da Force India, Hulkenberg (11º) e Paul Di Resta (15º), e o piloto da Toro Rosso, Daniel Ricciardo (16º).
Q3 — terceira parte
Aos quatro minutos do Q3, Rosberg fez uma boa volta em 1m14s572mil e parecia caminhar para a segunda pole na carreira. Entretanto,com o cronômetro zerado, ele foi superado. Primeiro por Webber, com o tempo de 1m14s381mil, e em seguida por Schumacher, que marcou 1m14s301mil. O alemão saiu do carro sorridente e fazendo careta, porém já sabia que teria de largar em sexto, por ter sido punido com a perda de cinco posições no grid em virtude da batida em Senna no GP da Espanha. Rosberg chegou a melhorar seu tempo para 1m14s448mil, mas não foi o suficiente para tirar a pole de Webber. Com isso, Rosberg largará na segunda posição do grid. Pastor Maldonado também foi punido em virtude do toque na Sauber de Sergio Pérez na curva Portier, pouco antes da entrada do túnel, a minutos do fim do terceiro treino livre. Maldonado bateu curvas depois, perdeu o pneu traseiro esquerdo da Willams, e ocasionou a bandeira vermelha, encerrando o treino a quatro minutos do fim.

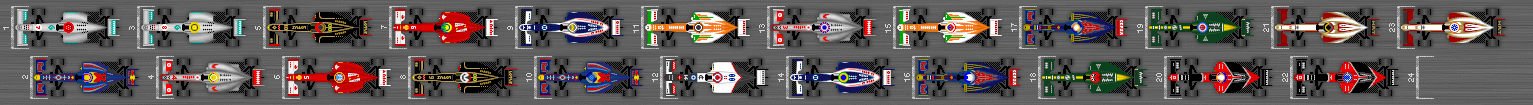
Classificatório.

### Corrida

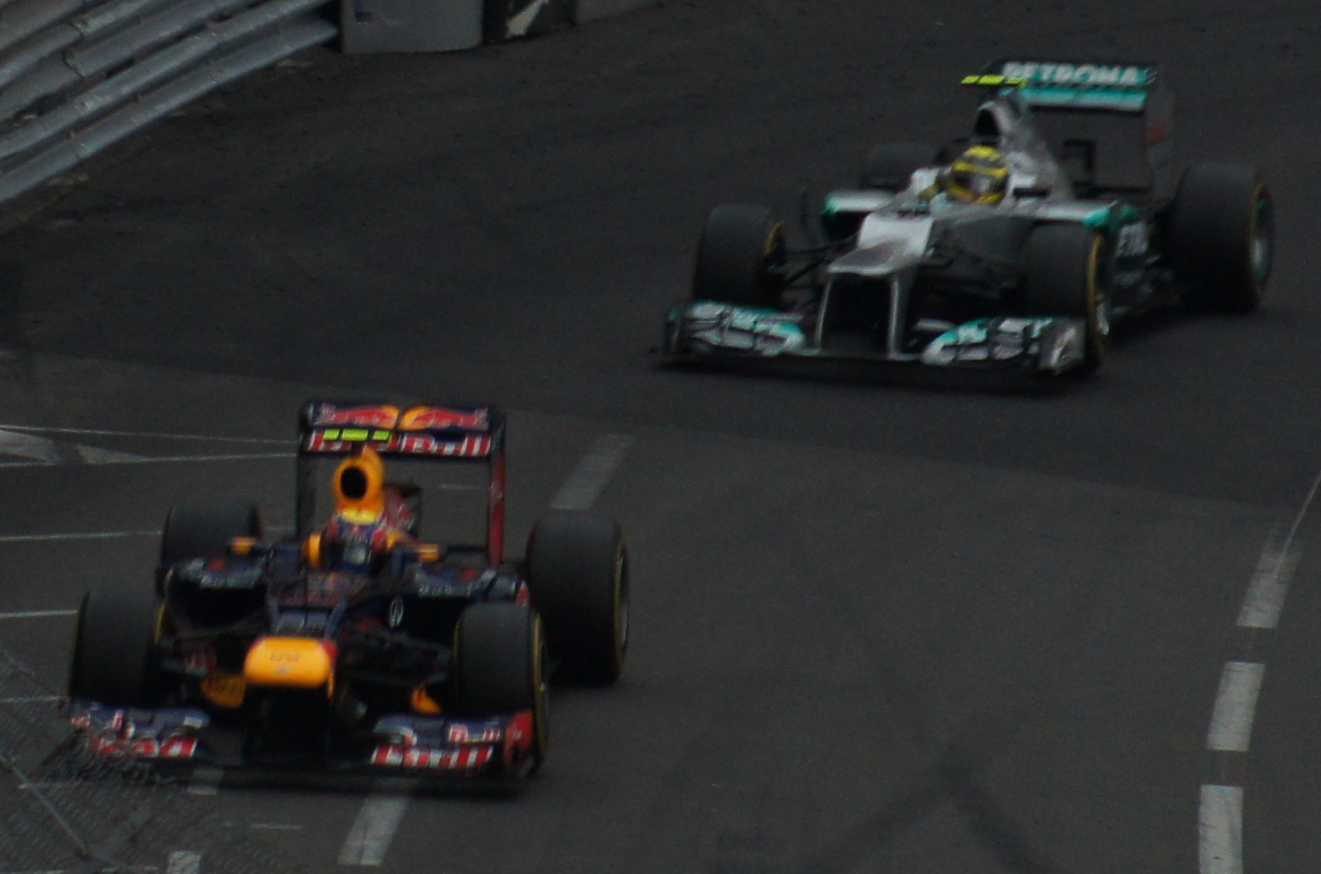
Volta final.

A prova teve início no horário previsto com tempo seco. A largada foi tumultuada, Romain Grosjean, da Lotus, e  Pastor Maldonado, da Williams, se envolveram em um acidente logo no início da corrida. Ainda nas primeiras curvas da prova, após tocar a Ferrari de Alonso, Grosjean imprensou a Mercedes de Schumacher no muro, e os carros se tocaram. A Lotus de Grosjean rodou e ficou parada no meio da pista, enquanto os outros pilotos tentavam desviar, Kobayashi não conseguiu escapar do choque e viu seu carro decolar do chão. O piloto japonês ainda voltou para a corrida, mas abandonou em seguida. Maldonado, que largou em último, demorou a frear e acertou a Hispania de Pedro de la Rosa. Webber, Rosberg e Hamilton mantiveram-se nas três primeiras posições, respectivamente. Massa saiu de sétimo para quinto lugar. Senna saltou de 13º para décimo. Quem também fez boa largada foi Vettel, que passou da nona colocação para a sexta. Em razão das batidas, o safety car precisou entrar e permanecer na pista durante quatro voltas. A relargada transcorreu sem incidentes. A prova seguiu sem muitas alterações até a primeira rodada de pit stops. Kimi Raikkonen estava lento na pista e perdeu contato com o sexto colocado Vettel, além de segurar Schumacher, Hulkenberg, Senna, Di Resta e Ricciardo por várias voltas, até parar nos boxes. Com a ameaça de chuva, os pilotos tentaram permanecer o maior tempo possível na pista, porém com o aumento do desgaste dos pneus, precisaram seguir para os boxes. A Ferrari fez um bom trabalho e Alonso ganhou a posição de Hamilton nos boxes. Um dos poucos a largar com pneus macios, Vettel optou por uma estratégia diferente, retardou a parada e assumiu a liderança, seguido por Webber, Rosberg, Alonso e Massa. Sergio Pérez, que largou em 23º, teve sua corrida de recuperação prejudicada ao ser punido com um drive through na 39ª volta por atravessar a pista na frente de Raikkonen para entrar nos boxes e quase causar um acidente. Ao final da prova, Vettel aguentou até a 46ª passagem. O piloto da RBR parou nos boxes e voltou na quarta posição, à frente de Hamilton e Massa. Seu companheiro Webber retomou a ponta, seguido de perto por Rosberg e Alonso. A ameaça de chuva era constante durante toda a prova, entretanto ela só caiu na 66ª volta. Os carros se agruparam e apenas três segundos separavam o líder Webber do sexto colocado Massa. Porém as condições climáticas melhoraram rapidamente, a pista tornou a secar, e Webber segurou a pequena vantagem sobre Rosberg, cruzando em primeiro, seis décimos à frente do alemão da Mercedes. Alonso chegou em terceiro, seguido de perto por Vettel, Hamilton e Massa. A zona de pontuação foi completada por Di Resta, Hulkerberg, Raikkonen e Senna. A melhor volta da prova foi de Sergio Pérez que marcou 1m17s296 na 49ª passagem.

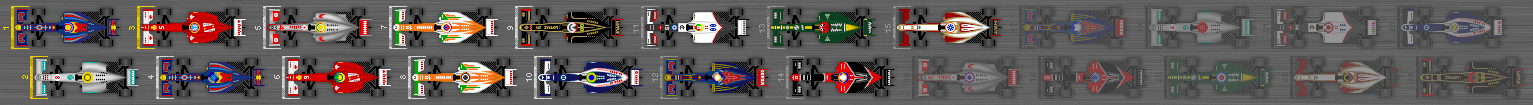
Resultado da prova.

## Resultados

### Classificatório
| Pos                           | Nº | Piloto              | Equipe               | Q1        | Q2       | Q3        | Largada |
| ----------------------------- | -- | ------------------- | -------------------- | --------- | -------- | --------- | ------- |
| 1                             | 2  | Mark Webber         | Red Bull-Renault     | 1:16.013  | 1:15.035 | 1:14.381  | 1       |
| 2                             | 8  | Nico Rosberg        | Mercedes             | 1:15.900  | 1:15.022 | 1:14.448  | 2       |
| 3                             | 4  | Lewis Hamilton      | McLaren-Mercedes     | 1:16.063  | 1:15.166 | 1:14.583  | 3       |
| 4                             | 10 | Romain Grosjean     | Lotus-Renault        | 1:15.718  | 1:15.219 | 1:14.639  | 4       |
| 5                             | 5  | Fernando Alonso     | Ferrari              | 1:16.153  | 1:15.128 | 1:14.948  | 5       |
| 6                             | 7  | Michael Schumacher1 | Mercedes             | 1:15.873  | 1:15.062 | 1:14.301  | 6       |
| 7                             | 6  | Felipe Massa        | Ferrari              | 1:15.983  | 1:14.911 | 1:15.049  | 7       |
| 8                             | 9  | Kimi Räikkönen      | Lotus-Renault        | 1:15.889  | 1:15.322 | 1:15.199  | 8       |
| 9                             | 18 | Pastor Maldonado2   | Williams-Renault     | 1:16.017  | 1:15.026 | 1:15.245  | 24      |
| 10                            | 1  | Sebastian Vettel    | Red Bull-Renault     | 1:15.757  | 1:15.234 | sem tempo | 9       |
| 11                            | 12 | Nico Hülkenberg     | Force India-Mercedes | 1:15.418  | 1:15.421 |           | 10      |
| 12                            | 14 | Kamui Kobayashi     | Sauber-Ferrari       | 1:15.648  | 1:15.508 |           | 11      |
| 13                            | 3  | Jenson Button       | McLaren-Mercedes     | 1:16.399  | 1:15.536 |           | 12      |
| 14                            | 19 | Bruno Senna         | Williams-Renault     | 1:15.923  | 1:15.709 |           | 13      |
| 15                            | 11 | Paul di Resta       | Force India-Mercedes | 1:16.062  | 1:15.718 |           | 14      |
| 16                            | 16 | Daniel Ricciardo    | Toro Rosso-Ferrari   | 1:16.360  | 1:15.878 |           | 15      |
| 17                            | 17 | Jean-Éric Vergne    | Toro Rosso-Ferrari   | 1:16.491  | 1:16.885 |           | 16      |
| 18                            | 20 | Heikki Kovalainen   | Caterham-Renault     | 1:16.538  |          |           | 17      |
| 19                            | 21 | Vitaly Petrov       | Caterham-Renault     | 1:17.404  |          |           | 18      |
| 20                            | 24 | Timo Glock          | Marussia-Cosworth    | 1:17.947  |          |           | 19      |
| 21                            | 22 | Pedro de la Rosa    | Hispania-Cosworth    | 1:18.096  |          |           | 20      |
| 22                            | 25 | Charles Pic         | Marussia-Cosworth    | 1:18.476  |          |           | 21      |
| 23                            | 23 | Narain Karthikeyan  | Hispania-Cosworth    | 1:19.310  |          |           | 22      |
| Tempo acima de 107%: 1:20.697 |    |                     |                      |           |          |           |         |
| 24                            | 15 | Sergio Pérez3       | Sauber-Ferrari       | sem tempo |          |           | 23      |
| Fonte:                        |    |                     |                      |           |          |           |         |

- ↑1  Michael Schumacher foi penalizado com cinco posições no grid por causar uma colisão evitável com Bruno Senna no Grande Prêmio da Espanha.
- ↑2  Pastor Maldonado foi penalizado com quinze posições no grid por causar uma colisão evitável  com Sergio Pérez durante os treinos livres no sábado de manhã e trocar o câmbio.
- ↑3  Sergio Pérez não conseguiu obter tempo para qualificação depois do acidente sofrido no sábado. No entanto, a direção da prova liberou a sua participação no Grande Prêmio em função dos tempos obtidos nos treinos livres.

### Corrida
| #      | Nº | Piloto             | Equipe                  | Voltas | Tempo                  | Grid | Pontos |
| 1      | 2  | Mark Webber        | Red Bull Racing-Renault | 78     | 1h46m06s557mil         | 1    | 25     |
| 2      | 8  | Nico Rosberg       | Mercedes                | 78     | +0.6s                  | 2    | 18     |
| 3      | 5  | Fernando Alonso    | Scuderia Ferrari        | 78     | +0.9s                  | 5    | 15     |
| 4      | 1  | Sebastian Vettel   | Red Bull Racing-Renault | 78     | +1.3s                  | 9    | 12     |
| 5      | 4  | Lewis Hamilton     | McLaren-Mercedes        | 78     | 4.1                    | 3    | 12     |
| 6      | 6  | Felipe Massa       | Ferrari                 | 78     | +6.1s                  | 7    | 8      |
| 7      | 11 | Paul di Resta      | Force India-Mercedes    | 78     | 41.5s                  | 14   | 6      |
| 8      | 12 | Nico Hulkenberg    | Force India-Mercedes    | 78     | 42.5                   | 10   | 4      |
| 9      | 9  | Kimi Räikkönen     | Lotus-Renault           | 78     | 44.0                   | 8    | 2      |
| 10     | 19 | Bruno Senna        | Williams-Renault        | 78     | +44.5                  | 13   | 1      |
| 11     | 15 | Sergio Pérez       | Sauber-Ferrari          | 77     | +1 volta               | 23   |        |
| 12     | 17 | Jean-Éric Vergne   | Toro Rosso-Ferrari      | 77     | +1 volta               | 16   |        |
| 13     | 20 | Heikki Kovalainen  | Caterham-Renault        | 77     | +1 volta               | 17   |        |
| 14     | 24 | Timo Glock         | Marussia-Cosworth       | 77     | +1 volta               | 19   |        |
| 15     | 23 | Narain Karthikeyan | Hispania-Cosworth       | 76     | +2 voltas              | 22   |        |
| 16     | 3  | Jenson Button      | McLaren-Mercedes        | 70     | Acidente               | 12   |        |
| Ret    | 16 | Daniel Ricciardo   | Toro Rosso-Ferrari      | 65     | Danos na direção       | 15   |        |
| Ret    | 25 | Charles Pic        | Marussia-Cosworth       | 64     | Pane elétrica          | 21   |        |
| Ret    | 7  | Michael Schumacher | Mercedes                | 63     | pressão de combustível | 6    |        |
| Ret    | 21 | Vitaly Petrov      | Caterham-Renault        | 15     | pane elétrica          | 18   |        |
| Ret    | 14 | Kamui Kobayashi    | Sauber-Ferrari          | 5      | Acidente               | 11   |        |
| Ret    | 22 | Pedro De La Rosa   | Hispania-Cosworth       | 0      | Acidente               | 20   |        |
| Ret    | 18 | Pastor Maldonado   | Williams-Renault        | 0      | Acidente               | 24   |        |
| Ret    | 10 | Romain Grosjean    | Lotus-Renault           | 0      | Acidente               | 4    |        |
| Fonte: |    |                    |                         |        |                        |      |        |

## Tabela do campeonato após a corrida
Observe que somente as cinco primeiras posições estão incluídas na tabela.
| 1      | 1 | Fernando Alonso  | 76 |
| 1      | 2 | Sebastian Vettel | 73 |
| 2      | 3 | Mark Webber      | 73 |
| 1      | 4 | Lewis Hamilton   | 63 |
| 2      | 5 | Nico Rosberg     | 59 |
| Fonte: |   |                  |    |

|        | 1 | Red Bull-Renault | 146 |
|        | 2 | McLaren-Mercedes | 108 |
| 1      | 3 | Ferrari          | 86  |
| 1      | 4 | Lotus-Renault    | 86  |
|        | 5 | Mercedes         | 61  |
| Fonte: |   |                  |     |